# Champoléon
 Champoléon  es una población y comuna francesa, en la región de Provenza-Alpes-Costa Azul, departamento de Altos Alpes, en el distrito de Gap y cantón de Orcières.

## Demografía
| 193 | 135 | 110 | 116 | 102 | 113 |
| Para los censos de 1962 a 1999 la población legal corresponde a la población sin duplicidades (Fuente: INSEE [Consultar]) |     |     |     |     |     |